# Дзета Змееносца
Дзета Змееносца (ζ Змееносца, ζ Oph, ζ Ophiuchi) — звезда, которая находится в созвездии Змееносца на расстоянии 366 св. лет от Солнца.
Имеет видимую звёздную величину 2,57m, что делает её третьей по яркости звездой созвездия. Параллактические измерения дают расстояние до неё примерно в 366 световых лет (112 парсек) от Земли.

## Свойства
Дзета Змееносца — огромная звезда, превышающая Солнце в 8 раз по радиусу и более чем в 19 раз — по массе. Имеет спектральный класс O9,5 и класс светимости V, указывающий на то, что энергия в её ядре генерируется за счёт термоядерного горения водорода. Эффективная температура звезды — 34 000 K, что придаёт ей голубоватый оттенок. Дзета Змееносца быстро вращается и, возможно, близка к скорости, при которой начала бы разрушаться. Предполагают, что скорость вращения может достигать 400 км/с, а частота — один оборот в день.
Дзета Змееносца — молодая звезда с возрастом около трёх миллионов лет. Её светимость изменяется периодически аналогично переменной бете Цефея. Эта периодичность имеет десяток или даже более частот в диапазоне от 1 до 10 циклов в день. В 1979 году при спектральном исследовании этой звезды были найдены «ударные волны» в профилях линий гелия. Эта особенность также была найдена и у других звёзд, которые стали называть звёздами типа ζ Змееносца. Эти спектральные свойства, вероятно, являются результатом радиально-несимметричных пульсаций.
Звезда уже примерно на полпути своей звёздной эволюции, она уже прошла через начальную фазу и в течение ближайших нескольких миллионов лет превратится в красного сверхгиганта. Её радиус будет больше, чем орбита Юпитера, а затем она прекратит свою жизнь в результате взрыва сверхновой, оставив после себя нейтронную звезду или пульсар.
Значительная часть света от этой звезды поглощается межзвёздной пылью, особенно в синей части спектра. Если бы не было этой пыли, Дзета Змееносца светила бы в несколько раз ярче и была бы среди самых ярких звёзд, видимых с Земли. Её яркость достигала бы почти первой величины.
У Дзета Змееносца было обнаружено рентгеновское излучение, которое периодически изменяется. Чистый поток рентгеновского излучения оценивается в 1,2×1024 Вт. В диапазоне энергии 0,5-10 кэВ этот поток изменяется примерно на 20 % в течение 0,77 дня. Такое поведение может быть результатом действия магнитного поля звезды. Измеренная средняя напряжённость продольного магнитного поля составляет около 14,1±4,5мT.
Дзета Змееносца движется через пространство с пекулярной скоростью 30 км/с. Исходя из возраста и направления движения этой звезды, она является членом Верхней подгруппы Скорпиона — Центавра, которые разделяют общее происхождение и пекулярную скорость. Такие убегающие звезды могут быть выброшены в результате динамического взаимодействия между тремя или даже четырьмя звёздами. Однако звезда может быть и бывшим компонентом двойной звёздной системы, в которой более массивная первичная звезда была разрушена в результате взрыва сверхновой II типа. Остатком этой сверхновой может быть пульсар PSR B1929+10, на что указывают особенности его движения.

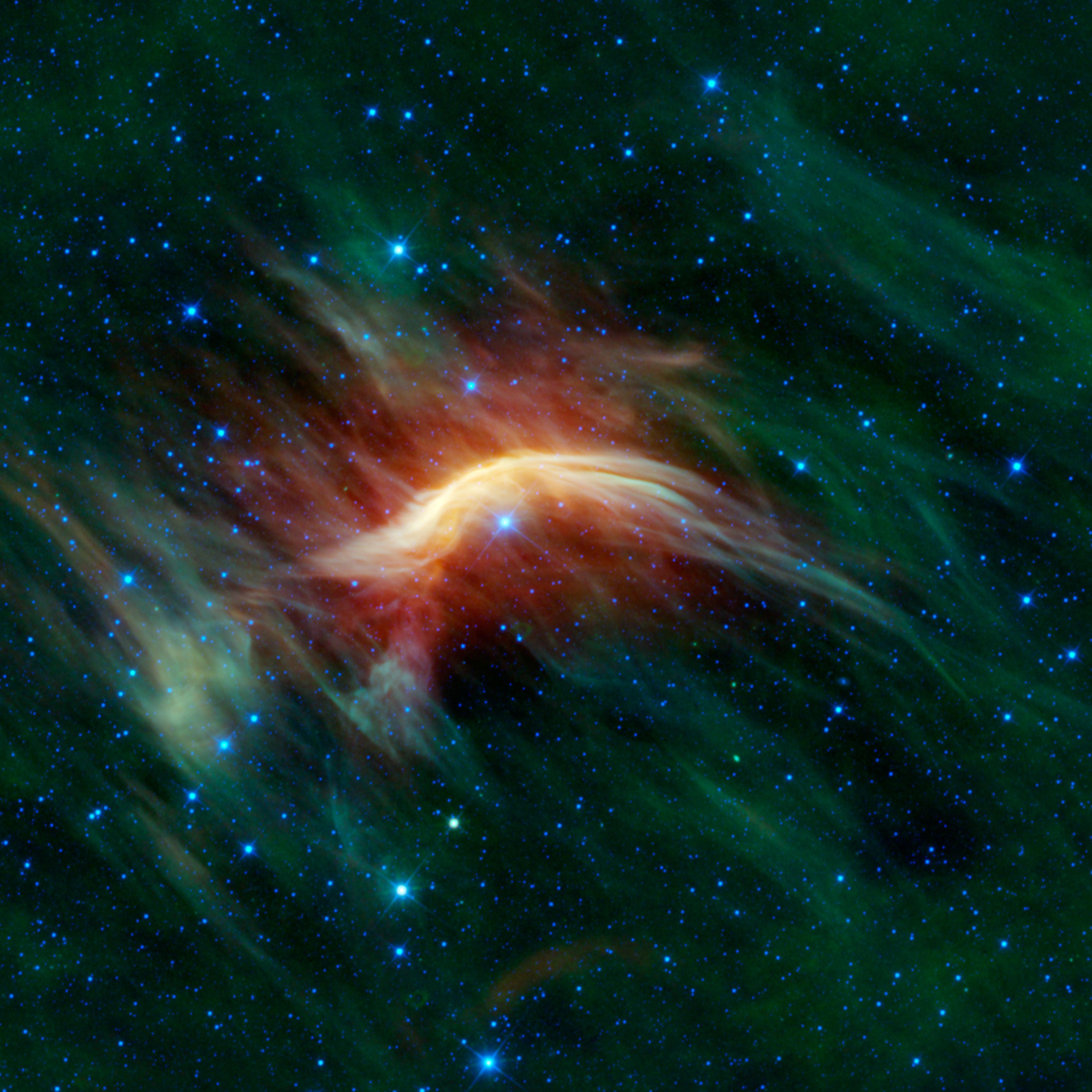
Инфракрасное изображение головной ударной волны (жёлтая дуга), созданной Дзетой Змееносца в межзвёздном облаке пыли и газа

Из-за высокой пространственной скорости в сочетании с высокой светимостью и местоположением в богатой пылью области звезда создаёт головную ударную волну в направлении движения. Эта волна видна на снимках широкоугольной инфракрасной камеры WISE (см. фото слева). Формирование волны можно объяснить скоростью потери массы около 1,1×10−7 массы Солнца в год, что составляет массу Солнца каждые девять миллионов лет.

## Названия
Дзета Змееносца входила в арабский астеризм Аль-Насак аль-Ямани, «Южная линия» (которая в свою очередь входила в астеризм Аль-Насакан, «Две линии») наряду со звёздами Альфа Змеи, Дельта Змеи, Эпсилон Змеи, Дельта Змееносца, Эпсилон Змееносца и Гамма Змееносца.
Согласно каталогу звёздного неба Technical Memorandum 33-507 — A Reduced Star Catalog Containing 537 Named Stars (Технический меморандум 33-507 Сокращённый звёздный каталог, содержащий 537 имён звёзд), аль-Насак аль-Ямани или Насак Ямани были названиями для двух звёзд: Дельта Змеи, как Насак Ямани I и Эпсилон Змеи как Насак Ямани II (то есть исключая звёзды Дзета Змееносца, Альфа Змеи, Дельта Змееносца, Эпсилон Змееносца и Гамма Змееносца). Таким образом, Дзета Змееносца не имеет собственного арабского названия, во всяком случае, оно нам не известно.
В китайской традиции звезда относится к астеризму правая стена корпуса Небесного рынка, который представляет одиннадцать старых царств, которые маркирует правую границу корпуса, состоящего из звёзд Дзета Змееносца, Бета Геркулеса, Гамма Геркулеса, Каппа Геркулеса, Гамма Змеи, Бета Змеи, Альфа Змеи, Дельта Змеи, Эпсилон Змееносца. Следовательно, Дзета Змееносца сама известна как
天市右垣十一 (Tiān Shì Yòu Yuán shíyī), (что переводится как «одиннадцатая Звезда правой стены корпуса Небесного рынка») и обозначает царство Хань, (совместно с 35 Козерога), входя в астеризм Двенадцать царств.